# Muerte de Norma Lizbeth
La muerte de Norma Lizbeth fue un suceso mediático sobre el asesinato de una estudiante mexicana de secundaria, que murió luego de ser golpeada por Azahara Aylin Martínez, una compañera de clase que solía agredirla. La chica sufría acoso escolar y era estudiante de la Escuela Secundaria #0518, ubicada en el Municipio de San Juan Teotihuacán, Estado de México. 
El día 21 de febrero de 2023, fue citada a una pelea a golpes por su agresora. Ella asistió al encuentro con el fin de apaciguar esta situación, pero no pudo evitar ser agredida. Veinte días después de lo ocurrido, falleció debido a los golpes que recibió. El conflicto fue grabado en un video que más tarde se viralizó en redes sociales, mismo que mostró la nula empatía de los otros alumnos que presenciaron el momento, quienes se burlaron y apoyaron a su asesina mientras veían como le pegaba en lugar de detenerla.
La naturaleza violenta del hecho, así como la incapacidad del establecimiento educativo de impedir esta muerte, provocaron una conmoción social generalizada en México, y con ello también resurgieron los problemas del acoso escolar y el racismo y discriminación que se viven en el país.

## Biografía
Norma Lizbeth Ramos Pérez nació el 25 de abril de 2008 en el Estado de México. Era una joven estudiante de 14 años que cursaba el tercer grado de educación secundaria en la Escuela Secundaria #0518 Anexa a la Normal de Teotihuacán, en el Municipio de San Juan Teotihuacán. De acuerdo a algunas chicas que la conocieron en la escuela, Ramos había sido víctima de acoso escolar desde que estudiaba la primaria, situación que se había desencadenado debido a su color de piel. Las embestidas que llegó a recibir incluyeron agresiones, humillaciones y maltratos, todas perpetradas por compañeras y compañeros de clase. Esto fue apoyado por su madre, quien comentó lo siguiente: 

«Sí me platicó mi hija, me dijo que los compañeros le hacían bullying por el color de su piel, por sus caireles, porque era bonita, a lo mejor por eso le hacían muchas cosas, mi hija fue muy callada, porque yo le aconsejaba que no fuera grosera y cualquier cosa que le dijera a la maestra».

Las agresiones contra su persona continuaron una vez que pasó a la secundaria, mismas que había manifestado en varias ocasiones a sus familiares y profesores, y eran la razón por la cual ya no quería asistir a la escuela.

## Cronología

### Pelea con su agresora
Lizbeth estudiaba la secundaria en el turno vespertino y había dejado de asistir debido al bullying del que era víctima, pero lo hizo una última vez el 21 de febrero de 2023 al término de las clases matutinas, esto luego de haber sido citada a una pelea por otra de sus compañeras de clase, donde fue para intentar ponerle fin a estos ataques que habían sido ignorados por sus profesores y la directora de la institución. Su asesina fue identificada como Azahara Aylin Martínez, quien la había estado acosando desde hace tiempo. Una vez ahí, la estudiante intentó conciliar el asunto dialogando con su agresora para no llegar a los golpes, pero la misma hizo caso omiso y le comenzó a pegar. Durante la riña, su atacante utilizó un objeto, identificado como una piedra o una herradura, que usó varias veces para golpear a Lizbeth en la cabeza y en la cara. El momento fue grabado y presenciado por estudiantes de la escuela a la que ambas niñas asistían, quienes no ayudaron y únicamente se burlaron de la joven y gritaron cosas como «con huevos pégale, pégale fuerte, dale uno en la cara», persuadiendo a su asaltante a que siguiera golpeándola. Esta última se unió a las burlas diciendo «le está saliendo sangre».
La golpiza se detuvo una vez que una patrulla de la policía local llegó al lugar. Posteriormente, fue auxiliada por algunos de los habitantes de la zona, que intentaron curarle los golpes y pararle el sangrado que tenía en la nariz.

### Muerte
Tras lo ocurrido, ambas alumnas fueron suspendidas por la directora de la escuela durante un mes, y también determinó que los gastos médicos se cubrirían por partes iguales entre las familias de las involucradas. Lizbeth fue atendida por especialistas durante más de diez días debido a una fractura que le quedó en la nariz, pero a pesar de esto, su salud comenzó a deteriorarse poco a poco. La joven empezó a sufrir dolores de cabeza, desmayos y vómitos, padecimientos que alertaron a sus familiares la noche del domingo 12 de marzo cuando continuó vomitando. Al día siguiente, la chica empeoró mientras era cuidada por Alma, su hermana mayor. Relatado por ella, así fueron sus últimos momentos de vida: 

«Lo último que ella me dice, «Alma, siento que me voy a desmayar». Yo le dije que no iba a pasar nada, que estaba en la casa, estaba en la cama, que si quería agua, que qué necesitaba, o que me dijera qué podía yo hacer, ella lo único que hizo fue quejarse tres veces, fue cuando yo la volteé, la recargué a mí, fue cuando se desvaneció por completo, pensando que se había desmayado pero no, desde ese momento ella pierde la vida.»

Su causa de muerte se debió a un traumatismo craneoencefálico, provocado por los golpes que recibió. Su cuerpo fue enterrado el 15 de marzo en el panteón municipal, con cercanía a su domicilio ubicado en la Colonia Nueva Evangelista.

### Eventos posteriores
En consecuencia a su muerte, los familiares de Ramos convocaron a una movilización exigiendo justicia por el hecho. Gracias a estas protestas, el 16 de marzo se informó que la directora del plantel escolar al que la niña asistía, había sido destituida de su cargo.
Azahara Aylin Martínez y su madre, Magaly, cerraron todas sus cuentas en las redes sociales luego de que el caso se viralizara y fueran identificadas. Poco después, se reportó que habían huido del Estado de México y se les había retenido en la frontera entre Estados Unidos y México. El 18 de marzo, la Fiscalía del Estado de México dio a conocer que se había aprehendido a una adolescente en el municipio de Teotihuacán por su posible intervención en homicidio calificado, donde la víctima también había sido una menor de edad. En el desarrollo de la noticia, se dijo que la capturada había sido Aylin Martínez, a quien se le recluyó en un Centro de Internamiento para Adolescentes en el Estado de México llamado «Quinta del Bosque».

## Investigación
En seguida a su arresto, Martínez fue vinculada a proceso como «presunta» responsable del asesinato de Ramos, imputándosele el delito de homicidio calificado. Se llegó a este veredicto tras una audiencia en la que se concedieron 30 días de investigación complementaria, pactándose el 17 de abril como fecha de conclusión. El 25 de marzo, su situación judicial se definió en que pasaría tres años recluida en el centro para adolescentes al que había sido llevada. El 14 de noviembre, se reafirmó su sentencia de tres años de internamiento en el centro especial para adolescentes infractores Quinta del Bosque, ubicado en el municipio de Zinacantepec.